# 3672 Stevedberg
3672 Stevedberg eller 1985 QQ är en asteroid i huvudbältet som upptäcktes den 22 augusti 1985 av den amerikanske astronomen Edward L.G. Bowell vid Anderson Mesa Station. Den är uppkallad efter den amerikanske astronomen Stephen J. Edberg.
Asteroiden har en diameter på ungefär 5 kilometer och den tillhör asteroidgruppen Flora.